# Elisabeth Franziska av Österrike
Elisabeth Franziska Maria av Österrike, född 17 januari 1831 i Buda, död 14 februari 1903 i Wien, var en österrikisk ärkehertiginna, dotter till ärkehertig Josef Anton av Österrike och Maria Dorotea av Württemberg och gift 1847 med Ferdinand av Österrike-Este, och senare omgift efter den förstes död 1854 med sin kusin ärkehertig Karl Ferdinand av Österrike.
Hennes andra äktenskap arrangerades av kejsarmodern Sofia av Bayern, som ville förhindra ett äktenskap med hennes son kejsar Frans Josef I av Österrike, som då tycktes vara förälskad i henne. Paret levde på sin egendom Teschen i Schlesien. Under kriget 1866 besökte hon militärsjukhus och hjälpte de sårade. Hon blev änka 1874. En gata är uppkallad efter henne i den österrikiska staden Baden.   

## Barn
1. Maria Teresia av Österrike-Este (1849-1919), gift med Ludvig III av Bayern
2. Frans Josef av Österrike (född och död 1855)
3. Fredrik av Österrike-Teschen (1856-1936)
4. Maria Kristina av Österrike (1858-1929), gift med Alfons XII av Spanien
5. Karl Stefan av Österrike (1860-1933), gift med Maria Theresia av Österrike (1862-1933)
6. Eugen Ferdinand av Österrike (1863-1954), ogift
7. Maria Eleonora av Österrike (född och död 1864)